# … och så levde dom lyckliga…
… och så levde dom lyckliga… (originaltitel: They All Laughed) är en amerikansk film från 1981 i regi av Peter Bogdanovich. Manuset skrevs av Bogdanovich och Blaine Novak. I rollerna syns bland andra Audrey Hepburn, Ben Gazzara, John Ritter och Dorothy Stratten.

## Rollista
| Audrey Hepburn   | – Angela Niotes                     |
| Ben Gazzara      | – John Russo                        |
| Patti Hansen     | – Sam (Deborah Wilson)              |
| John Ritter      | – Charles Rutledge                  |
| Dorothy Stratten | – Dolores Martin                    |
| Blaine Novak     | – Arthur Brodsky                    |
| Linda MacEwen    | – Amy Lester                        |
| George Morfogen  | – Leon Leondopolous                 |
| Colleen Camp     | – Christy Miller                    |
| Sean H. Ferrer   | – Jose                              |
| Willow Hale      | – Dancer in the Bar (ej krediterad) |

## Om filmen
Filmen blev Dorothy Strattens sista. Den hade premiär efter att hon blivit mördad av sin make för att hon ville gifta sig med regissören Peter Bogdanovich. Den negativa publiciteten kring detta gjorde distributörer tveksamma att lansera filmen, vilket ledde till att Bogdanovich själv bekostade distributionen. Filmen blev en flopp.